# Štěpán Soukup
Štěpán Soukup (* 18. května 1985, Praha) je český zpěvák, kytarista, hudební skladatel a producent.

## Život
Až do svých 27 let Štěpán vyrůstal v Říčanech u Prahy. Od malička měl obrovský vztah takřka k veškeré muzice, byl postupně ovlivněn kapelami The Beatles, Queen, Team, později vlnou Eurodance, Trance, a skupinami Scooter, nebo The Prodigy.
Nakonec ale udělala obrovský zlom ve změně Štěpánova vkusu skupina Nirvana. Začal poslouchat výhradně kytarovou muziku, sám začal hrát a dělal první pokusy s nahráváním a skládáním.
Na střední průmyslovce v Praze 10 Na Třebešíně pak potkal Jana Kinšta, který Štěpána přizval do tehdy ještě bezejmenné punkové kapely.

## Jablko sváru
V roce 2002 tato bezejmenná kapela dostala název Jablko sváru, který vymyslel tehdejší bubeník Martin Kodrle. Kapela odehrála asi 20 koncertů po České republice.
Historicky prvním koncertem Jablka sváru a tedy i Štěpána Soukupa byla akce v hospodě Dr. Voják na kolejích v pražském Motole.
Jedním z dalších koncertů byl paradoxně velký sál pražské Lucerny, kde hrály i ty největší legendy. Jablko sváru zde dělalo after-koncert plesové kapele po jednom z maturitních plesů. Velký sál Lucerny tehdy obsahoval pouze okolo 100 lidí. Poprvé zde zazněl pozdější singl kapely zakázanÝovoce – Genocida.
Mezi další opravdu prazvláštní akce, kterými si kapela prošla byly zimní milkovické Kozy, nebo akce v Troubelicích na Olomoucku.
O tři roky později (červen 2005) se Jablko sváru rozpadlo a krom bubeníka Martina Kodrleho zbylí tři členové Jan Kinšt, Štěpán Soukup a Jaroslav Sládeček založili kapelu zakázanÝovoce.

## zakázanÝovoce
Bubeníkem nové kapely se stal Kryštof Vondráček. Nahrálo se první EP "Pouze na předpis", později debutové album "FunguY!" a natočily se první klipy. Kryštof v kapele strávil 4 roky, než jej kvůli nezodpovědnosti v roce 2010 vystřídal František Jeništa.
V lednu roku 2014 Štěpán kapelu zakázanÝovoce (dále jen zÝo) z rodinných a osobních důvodů opustil.
Po odchodu skládal a nahrával doma skladby tzv. "do šuplíku" a v roce 2015, kdy vypomáhal v pražském studiu Total Record se rothodl tyto i nové písně nahrát a vydat převážně přes server YouTube a přes online distribuce pod názvem Tommy Poser.
Začátkem roku 2016 se kapela zÝo rozdělila na 2 znesvářené strany. Jaroslav Sládeček byl mediálně nařčen z odcizení názvu kapely. Štěpán se ale postavil na jeho stranu a díky 2/3 právu na značku název i logo a společnému autorství většiny stěžejních písní uhájili kapelu ve svůj prospěch. Od ledna 2016 zÝo obsadil post zpěváka Miloš Novotný a místo bubeníka Milan Zúbek, který po svém odchodu z kapely dále pokračoval se Štěpánem i v jeho sólové kapele.
V nové éře zÝo vyrazilo na koncertní turné např. s kapelami Harlej, nebo Horkýže Slíže a vydalo ještě tentýž rok (2016) novou desku Díky vám.
24. srpna 2019 Štěpán v kapele podruhé ukončil své působení a začal se věnovat už jen produkci se svou sólovou kapelou.

## Tommy Poser
Kapela Tommy Poser byla od začátku myšlena jen jako hobby projekt Štěpána. Původním cílem bylo skládat hudbu, nahrávat ji svépomocí a vystavovat ji na YouTubu.
Později ale kapela začala nabírat i koncertních rozměrů. Prvním koncertem byl Moták fest 2016. Tommy Poser měl zahrát na festivalu těsně před zÝo, ale kapela měla poruchu na dodávce, dorazilo se pozdě a tak zaznělo pouze 5 prvních singlů. Setlist se měl doplnit písněmi kapely Resumé, která doplňovala tehdejší sestavu Tommy Poser. Na poslední píseň tohoto koncertu, Den za milion, ale zasedl za bicí Milan Zúbek, bubeník zÝo a už na této pozici zůstal. Sestavu doplnil na baskytaru tehdejší zvukař zÝo Martin Zelenka.
O pár měsíců později se experimentovalo se zaučením někdejšího technika zÝo Jakuba Kühna na kytaru. Později se basista Martin Zelenka odstěhoval na Moravu a Jakub Kühn ho nahradil na postu baskytary. Na kytaru přišel Tomáš Trekoval. Takto kapela absolvovala další rok než se dostala do stadia hybernace.

## Sólová dráha
V prosinci 2018 začal Štěpán pracovat na sólové desce, která již nevyhovovala úplně stylu zÝo. Všechno nahrával sám ve svém bytě. Začaly se vyskytovat nové aranže, postupy a první kombinace s klavírem i dalšími nástroji. V září 2019 se dostal na veřejnost první singl "Kamarádi", který ale narazil na "domácí" kvalitu nahrávky a tak se Štěpán rozhodl singl stáhnout a předělat profesionálně. Kapelu v červnu 2019 opustil kytarista Tomáš Trekoval a jeho místo obsadil Josef Valenta. V té době se také přidala hostující zpěvačka Petra Žalmanová. První koncert v této sestavě se odehrál na festivalu Přeštěnice 2019.

## Návrat do zÝo
V říjnu 2022, po necelých čtyřech letech, Štěpán odjede 2 koncerty se zÝo jako záskok za svého nástupce Jakuba Večeřu a 6.1.2023 je hostem na pár písní na koncertě v Havlíčkově Brodě. Po tomto koncertě se Jakub Večeřa rozhodne své místo přenechat zpátky Štěpánovi. Ten tedy naskakuje do rozjetého turné s Totálním nasazením hned v březnu 2023 v Litomyšli. Sólová tvorba Štěpána je tímto upozaděna a koncerty se jezdí pouze když má zakázanÝovoce volno a pouze na pozvání. Namísto toho se zÝo pracuje na nové desce. A ke dvaceti letům existence kapely se zÝo v roce 2025 celoroční turné čítající dohromady 20 koncertů po celé ČR i na Slovensku.

## Alba
- zakázanÝovoce – Pouze na předpis (EP, 2005)
- zakázanÝovoce – FunguY! (2006)
- zakázanÝovoce – Není co řeshit! (2008)
- zakázanÝovoce – Dost už bylo gest (2010)
- zakázanÝovoce – Život se tě neptá (2012)
- zakázanÝovoce – Díky vám! (2016)
- Štěpán Soukup – Tommy Poser (2018)
- zakázanÝovoce – Šťastnej Outsider (EP, 2019)
- Štěpán Soukup – Cesta je cíl (2021)

## Autorské písně
- Genocida (zakázanÝovoce, 2005 Pouze na předpis, 2006 FunguY!, 2015 akustické album 10, a 2016 Díky vám)
- Nádherná (zakázanÝovoce, 2006 FunguY!)
- Propast (zakázanÝovoce, 2006 FunguY!)
- Holčička (zakázanÝovoce, 2008 Není co řeshit!)

- Tam (zakázanÝovoce, 2008 Není co řeshit!)
- Román pro ženy (zakázanÝovoce, 2008 Není co řeshit!)
- Alkoholka (zakázanÝovoce, 2010 Dost už bylo gest)
- Zas ráno (zakázanÝovoce, 2012 Život se tě neptá)
- Malá víla (Tommy Poser, 23. 4. 2015)
- Tvoje oči (Tommy Poser, 29. 7. 2015)
- Den za milion (Tommy Poser, 13. 9. 2015)
- Ty (Tommy Poser, 20. 9. 2015)
- Alkoholka 2015 (Tommy Poser, 23. 11. 2015)
- Nevzdávám (Tommy Poser, 31. 12. 2015)
- Road trip (zakázanÝovoce, 2016 Díky vám)
- Disco Stu (zakázanÝovoce, 2016 Díky vám)
- Tvůj problém (Tommy Poser, 4. 11. 2016)
- Zombie Party (Tommy Poser, 30. 12. 2016) feat. Vláďa Šafránek (Harlej, Walda Gang)
- Existence ztracený (Tommy Poser, 23. 1. 2017)
- Dvojí tvář (Tommy Poser, 30. 10. 2017)
- Na tvrdou zem (Tommy Poser, 23. 4. 2018) feat. Antonín Černý (Jaksi Taksi)
- Vzpomínám (Štěpán Soukup, 2021 Cesta je cíl)
- Jizvy (Štěpán Soukup, 2021 Cesta je cíl)
- Nevěrná (Štěpán Soukup, 2021 Cesta je cíl)
- Do bezvědomí (Štěpán Soukup, 2021 Cesta je cíl)
- Tohle ještě není konec (Štěpán Soukup, 2021 Cesta je cíl)
- S Tebou (Štěpán Soukup, 2021 Cesta je cíl)
- Dokonalej (Štěpán Soukup, 2021 Cesta je cíl)
- Světlo ještě nezhasíná (Štěpán Soukup, 2021 Cesta je cíl)
- Kamarádky (Štěpán Soukup, 2021 Cesta je cíl)